# Xanthopimpla thrinax
Xanthopimpla thrinax är en stekelart som beskrevs av Henry Keith Townes, Jr. och Chiu 1970. Xanthopimpla thrinax ingår i släktet Xanthopimpla och familjen brokparasitsteklar. Inga underarter finns listade i Catalogue of Life.